# 皇宫剧院
皇宫剧院（Palais Theatre，原名 Palais Pictures）是一座历史悠久的电影院，位于澳大利亚墨尔本近郊的圣基尔达。该剧院可容纳近3000人，是澳大利亚最大的有座剧院，已列入维多利亚遗产名录，并在2015年列为维多利亚音乐名人堂（Music Victoria Hall of Fame）。

## 历史
皇宫剧院由来自美国华盛顿州斯波坎的菲利普斯兄弟开发。1912年，他们与美国表演家詹姆斯·迪克森·威廉姆斯（James Dixon Williams）合伙，在墨尔本圣基尔达海滩的月亮公园（Luna Park）开业。1913年左右威廉姆斯回到美国，留下菲利普斯兄弟拓展娱乐业务。他们在月亮公园对面的三角地开设舞宫（Palais de Danse）。1915年，这座建筑改建为电影院。1919年，在旧宫殿的上方建造了一个拱形桁架钢框架结构的新电影院，然后拆除并重新安置到隔壁的北面，再次成为一个舞厅。 1922年，内部由建筑师沃尔特·伯利·格里芬重新设计。1925年，格里芬再次受聘设计了隔壁电影宫的改建。1926年，工程接近完工时，一场大火烧毁了整座建筑。 菲利普斯兄弟随后委托一位新的建筑师，即剧院专家亨利·埃利·怀特，来建造一座更大、更宏伟的剧院。1927年11月12日，圣基尔达市长正式为新剧院揭幕，拥有该市主要剧院以外最多的观众席位。

1957年，菲利普斯兄弟的最后一位去世时，舞宫和月亮公园移交给当地企业家。该剧院在20世纪50年代之前主要作为电影院运营，现在作为现场表演场所越来越受欢迎，接待了海外顶级明星，如鲍勃·霍普、滚石乐队、汤姆·琼斯等。其名称也从电影宫（Palais Pictures）改为皇宫剧院（Palais Theatre），反映了它的新角色。
1969年，舞宫被大火摧毁，取而代之的是皇宫夜总会，该夜总会也因2007年被大火烧毁，随后被拆除。2000年代中期，土地管理者菲利普港市提议对圣基尔达“三角地”进行大规模的重新开发，包括皇宫剧院和附近的停车场。2017年重新开放。

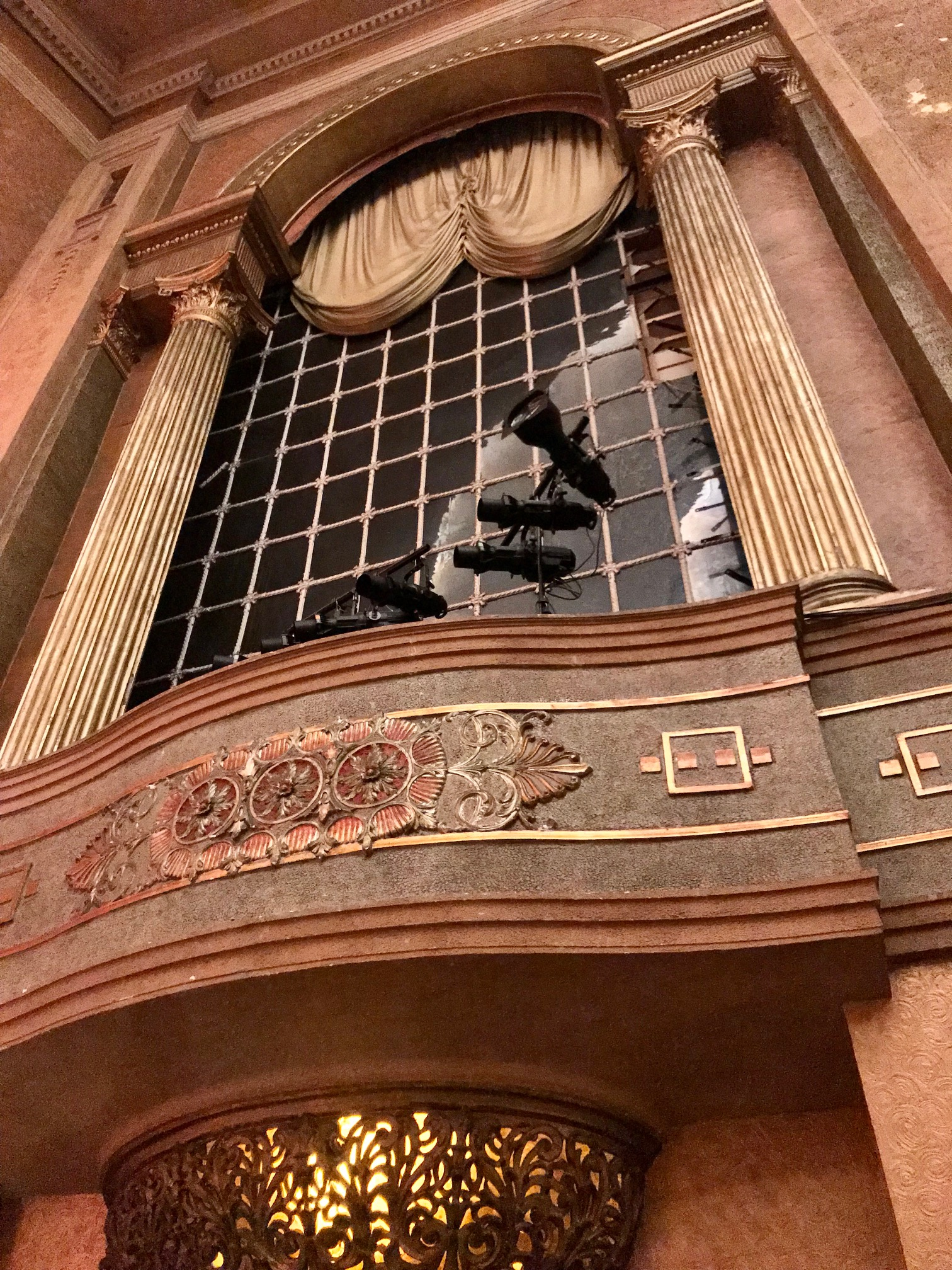
One of the theatre's boxes